# Pempheris affinis
Pempheris affinis is een straalvinnige vissensoort uit de familie van bijlvissen (Pempheridae). De wetenschappelijke naam van de soort werd voor het eerst geldig gepubliceerd in 1911 door Allan Riverstone McCulloch. Het type wordt bewaard in het Australian Museum in Sydney en is afkomstig uit Port Jackson.

## Beschrijving
Het is een kleine, compacte vis, ongeveer 135 mm lang. De vis heeft erg grote ogen en een grote, schuine mond. Het lichaam is bleekgrijs op de rug, geel aan de zijkanten en over het gehele lichaam komen zeer kleine roodbruine stipjes voor. De tip van de rug- en staartvin is zwart, en de aarsvin heeft een dunne zwarte rand.

## Voorkomen
Pempheris affinis komt voor in zeewater aan de oostkust van Australië, van zuidelijk Queensland tot zuidelijk New South Wales. Zijn habitat bestaat uit rotsachtige riffen tot op een diepte van 30 m of meer. Overdag schuilen de vissen meestal in groepen in grotten en onder richels, waaruit ze 's nachts uitzwemmen.